# Mitsubishi i

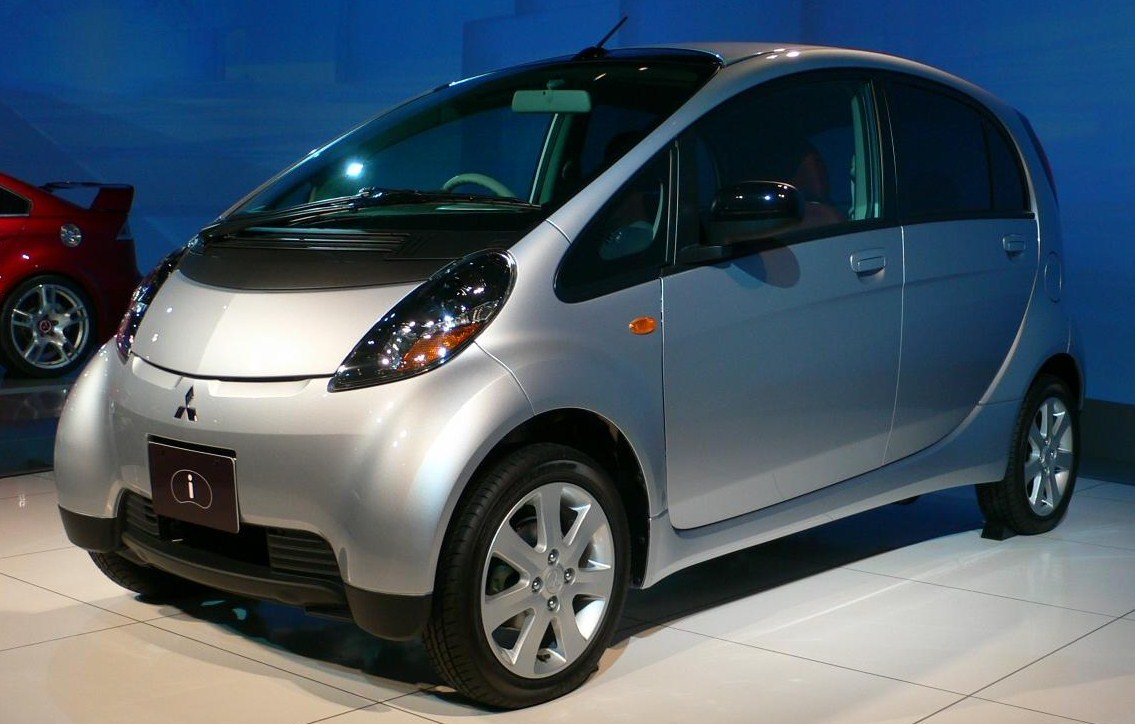
Mitsubishi i

De Mitsubishi i is een Japanse K-car van Mitsubishi Motors en werd op 24 januari 2006 op de Japanse markt gebracht. De "i" staat voor 'innovatie'. Het model is ontworpen door Olivier Boulay en uitgeroepen tot Japanse auto van het jaar in 2006/2007. De Mitsubishi i heeft een 659 cc motor. Het model is medio 2009 op de Europese markt gebracht. Eind 2010 is de volledig elektrische variant, de i-MiEV, op de Europese markt gebracht.